# Bondard
Le bondard (également appelé bonde) est un fromage de production fermière ou artisanale.
C’est un fromage originaire de Neufchatel-en-Bray à base de lait de vache enrichi de crème, à pâte molle, non pressée, non cuite et fondante, couverte d’une moisissure blanche veloutée formant une croûte épaisse, affiné de 2 semaines à 2 mois, de 50 à 60 % de matières grasses, d’un poids moyen de 200 grammes, qui se présente sous forme d’un cylindre de 5 cm de diamètre et 8 cm d’épaisseur.